# Parietaria officinalis
A Parietaria officinalis, com nome comum alfavaca-de-cobra ou fura-paredes, é uma planta perene da família das urticáceas, cujas folhas são utilizadas para fazer chás com propriedades medicinais.